# Albinyana
Albinyana è un comune spagnolo di 1 630 abitanti situato nella comunità autonoma della Catalogna.